# Piotr Ożański

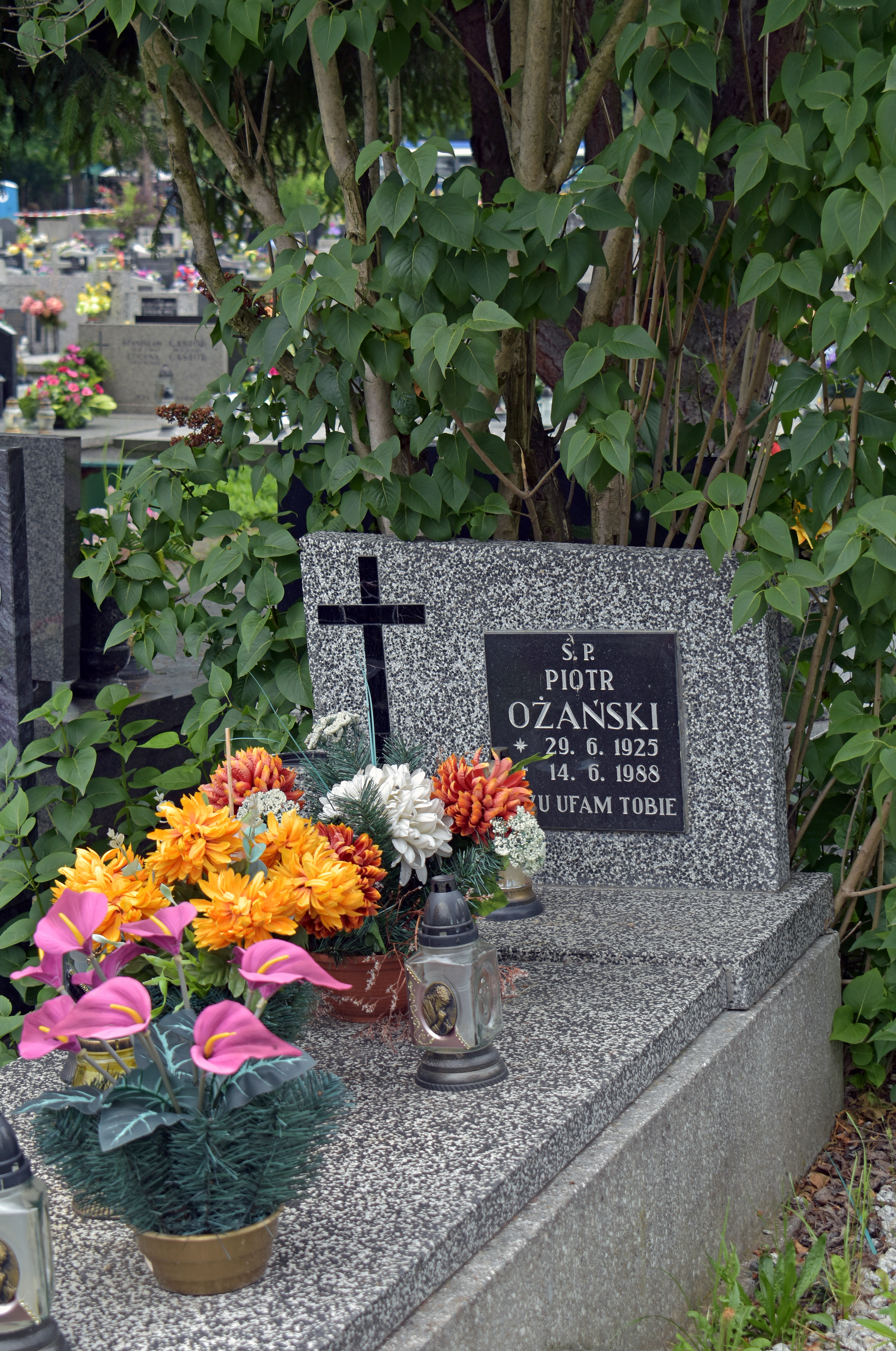
Grób Piotra Ożańskiego
Kraków, cmentarz Grębałów.

Piotr Ożański (ur. 29 czerwca 1925 w Mołodyczu, zm. 14 czerwca 1988 w Krakowie) – polski robotnik, przodownik pracy, członek Związku Młodzieży Polskiej i PZPR, murarz, budowniczy Nowej Huty.

## Przodownik pracy
Do Nowej Huty trafił w 1950 po odbyciu służby wojskowej jako ochotnik spod Rzeszowa. Wcześniej służył w Korpusie Bezpieczeństwa Wewnętrznego. W Nowej Hucie pracował w 51. brygadzie ZMP.
Przed świętem 22 lipca 1950 wraz z zespołem położył 18 900 cegieł, co było rekordem.
W pochodzie pierwszomajowym szedł ze wstęgą z napisem „802% normy”. Potem udało mu się wraz z kolegami ułożyć 34 000 cegieł.
Bicie rekordu opisał Sławomir Mrożek w reportażu „Młode Miasto”, który ukazał się na łamach tygodnika „Przekrój”. Podczas próby ułożenia 50 000 cegieł Ożański poparzył się, dotykając gorącej cegły, która leżała obok ogniska służącego do podgrzewania lepiku do izolacji. Propaganda PRL twierdziła, że cegłę ktoś podłożył specjalnie, a Ożański w ostatniej chwili cofnął rękę. Tego dnia, w ciągu 8 godzin, dwunastoosobowy zespół położył 66 232 cegły.
Bolesław Bierut odznaczył go Srebrnym Krzyżem Zasługi.
Po pracy w Nowej Hucie przez 20 lat kierował brygadą w koksowni, a będąc na rencie, pracował na pół etatu w nowohuckim KBM (Kombinacie Budownictwa Mieszkaniowego) na osiedlu Teatralnym.

## W kulturze
Został sportretowany w filmie Andrzeja Wajdy „Człowiek z marmuru” jako Mateusz Birkut, postać tę zagrał Jerzy Radziwiłowicz.
Był bohaterem filmu dokumentalnego pt. „Z marmuru i z żelaza” w reżyserii Andrzeja Soroczyńskiego, a jego osoba była inspiracją dla Erwina Czerwenki do namalowania obrazu „Nowa Huta”.
Poeta Julian Przyboś poświęcił mu wiersz pt. „Odchodzenie w niepamięć”.
Z inicjatywy radnego Macieja Twaroga (LPR) został patronem placu na osiedlu Willowym w Nowej Hucie. 18 marca 2009 na wniosek radnego Bartłomieja Gardy (PO) uchwała Rady Miasta Krakowa została jednak cofnięta głosami PO i PiS..